# 백록초등학교
백록초등학교는 대한민국 제주특별자치도 제주시 노형동에 있는 공립 초등학교이다.
옛 이름은 노형북초등학교였으나 개교 후 세워진 노형초등학교와 이름이 엇갈려 2007년에 백록초등학교로 이름을 바꾸었다.

## 학교 연혁
- 2006년 1월 5일 : (가칭)신노형초등학교의 교명이 노형북초등학교로 확정
- 2006년 3월 1일 : 노형북초등학교 개교
- 2007년 1월 10일 : 백록초등학교로 교명 변경
- 2007년 2월 13일 : 제 1회 졸업식
- 2011년 12월 21일 : 다목적 강당(백록관)개관
- 2012년 9월 24일 : 글로벌 다목적실 개관
- 2014년 5월 24일 : 백록챔버오케스트라 창단
- 2014년 10월 22일 : 제주도특별자치도교육청 지정 에너지절약 정책연구학교 운영 보고(운영 기간: 2013.03.01.~2015.02.28. 2년간)
- 2017년 3월 1일 : 특수학급 신설
- 2019년 1월 25일 : 제13회 졸업(졸업생 총 2,679명)
- 2019년 3월 1일 : 제9대 고광무 교장 부임
- 2019년 3월 1일 : 36학급 편성(특수학급 1학급 포함)
- 2019년 3월 6일 : 백록초등학교병설유치원 개원
- 2022년3월1일: 제10대 강동철 교장 부임

## 참고 자료
- 백록초등학교 - 한국교육학술정보원 학교알리미